# Ivry Gitlis
Ivry Gitlis (Haifa, aleshores Mandat britànic de Palestina, 22 d'agost de 1922 - París, 24 de desembre de 2020) fou un violinista virtuós israelià i ambaixador de bona voluntat de la UNESCO. Va actuar amb les orquestres més importants del món; entre d'altres, la Filharmònica de Londres, la de Nova York, Berlín i Viena, l'Orquestra de Filadèlfia i l'Orquestra Filharmònica d'Israel.
Yitzhak-Meir (Isaac) Gitlis va néixer en una família jueva que havia emigrat el 1921 de Kamianets-Podilskyi, Ucraïna. La mare era cantant i l'avi hazan. Va demanar el seu primer violí als cinc anys i començà a fer classes amb la senyora Velikovsky junt amb el seu amic Zvi Zeitlin. Va estudiar després amb Mira Ben-Ami, una alumna de Joseph Szigeti. Aquesta professora li va organitzar una audició amb Bronisław Huberman quan tenia vuit anys, i Huberman va ajudar-lo a anar a estudiar a França.
Així, el 1933 va arribar a París i va començar a prendre lliçons amb diversos professors, entre els quals George Enescu i Jacques Thibaud. En aquesta època va decidir canviar el seu nom, Isaac, per Ivry. Als onze anys va entrar al Conservatoire de Paris a la classe de Jules Boucherit, i es va graduar el 1935 amb el "Premier Prix". Fou alumne també de Carl Flesch.
En el context de la Segona Guerra Mundial, va aconseguir anar a Londres amb la seva mare; allí treballà en una fàbrica d'armament i participà en nombrosos concerts de suport a les tropes. Després de la guerra, retornà a París, on actuà de professor, tenint alumnes com Jeroen de Groot. Durant els anys 50 feu gires per Estats Units i gravà les principals obres clàssiques per a violí amb l'orquestra Simfònica de Viena; però, al mateix temps, també fou un gran defensor de la música contemporània.
El 1963 va ser el primer violinista israelià a tocar a la Unió Soviètica. En el context dels fets del maig de 1968, va tocar amb Martha Argerich al mig del carrer. I també aquest any va participar en el projecte The Dirty Mac de John Lennon, on va aparèixer amb Yoko Ono.
Alguns compositors contemporanis li han dedicat obres: el Concert per a "Violí i orquestra Op.50" (1958) de René Leibowitz, la "Pièce pour Ivry" per violí sol (1971) de Bruno Maderna, que Ivry mateix va estrenar, o la "Rapsòdia Israeliana" i la "Romantic Suite" (1984) per violí sol, del compositor estatunidenc Charles Harold Bernstein.
El 1972 va prendre part en una sèrie de concerts a Tel-Aviv en memòria de Bronisław Huberman, on van participar els primers violinistes mundials, entre ells els aleshores joves Pinchas Zukerman i Itzhak Perlman. Hi va tocar un dels seus preferits, el concert número 1 per violí de Bartok.
Encara el 2013 va donar un concert amb Martha Argerich a Essen. El 29 de setembre de 2016 va participar, amb el solo de violí de la música de John Williams per a la pel·lícula La llista de Schindler, a la commemoració oficial del 75è aniversari de la massacre de Babi Iar, a Kíev.
El seu violí era un Stradivarius, anomenat "Sancy", de 1713.